# Iqesqes
Iqesqes (Bluejay, Blue Jay, Blue-Jay), Bluejay je heroj varalica kod Idijanaca Chinook, Chehalis, Quinault i drugih plemena sjeverozapadne obale. Bluejay je općenito dobronamjerno biće koje je od pomoći čovječanstvu, ali je također iznimno glup i nemaran, a priče o njemu često su duhovite ili čak komične.